# Région du Niger
Les régions du Niger sont des circonscriptions administratives et des collectivités territoriales du Niger. Les régions circonscriptions administratives constituent le premier niveau de subdivision du territoire national, elles sont au nombre de huit, la ville de Niamey ayant rang de région. Les régions collectivités territoriales coïncident dans leur territoire et leur dénomination avec les circonscriptions administratives, mais différent de par leur statut. Les collectivités territoriales disposent du statut de personnalité morale de droit public, elles sont gérées par un organe élu au suffrage universel, le Conseil régional.

## Liste des régions
La population des régions est relevée lors du recensement général de 2012 et estimée en 2020. La capitale nationale, Niamey, a rang de région dans l'organisation administrative du Niger. L'Institut national de statistique attribue un code à un chiffre de 1 à 8 à chaque région.
| Code INS | Région    | Superficie (km 2 ) | Population (2012) | Population (2020) |
| -------- | --------- | ------------------ | ----------------- | ----------------- |
| 1        | Agadez    | 667 799            | 487 620           | 687 540           |
| 2        | Diffa     | 156 906            | 593 821           | 837 290           |
| 3        | Dosso     | 33 850             | 2 037 713         | 2 873 180         |
| 4        | Maradi    | 41 796             | 3 402 094         | 4 796 950         |
| 5        | Tahoua    | 113 371            | 3 328 365         | 4 692 990         |
| 6        | Tillabéri | 97 251             | 2 722 842         | 3 839 210         |
| 7        | Zinder    | 155 778            | 3 539 764         | 4 991 070         |
| 8        | Niamey    | 402                | 1 026 848         | 1 447 860         |

## Structure administrative actuelle
Chacune des régions du Niger est subdivisée en départements et communes. En 2005, il y avait 36 départements, divisés en 265 communes, 122 cantons et 81 groupements. Ces deux dernières catégories couvrent toutes les zones non couvertes par les communes urbaines (plus de 10 000 habitants) ou les communes rurales (population totale 13 millions), et sont régies par le département, alors que les communes ont des conseils et des maires élus depuis 1999. Les subdivisions semi-autonomes supplémentaires comprennent les sultanats, les provinces et les affluents ( tribus ). Le gouvernement nigérien estime qu'il existe 17 000 villages supplémentaires administrés par des communes rurales, tandis qu'il existe un certain nombre de quartiers ( arrondissements ou quartiers) administrés par des communes urbaines.

## Restructuration
Avant le programme de décentralisation de 1999-2006, les régions étaient dénommées départements. Les départements actuels s'appelaient autrefois des arrondissements.

### Division 1992
Le département de Tillabéri a été créé en 1992, lorsque la région de Niamey (alors appelée «département») a été scindée, les zones situées immédiatement à l'extérieur de Niamey étant renommées district de la capitale .

## Évolution historique
Avant l'indépendance, le Niger était divisé en seize cercles constituant des divisions administratives de second niveau : Agadez, Birni N'Konni, Dogondoutchi, Dosso, Filingué, Gouré, Madaoua, Magaria, Maradi, N'Guigmi, Niamey, Tahoua, Téra, Tessaoua, Tillabéry et Zinder. Leurs capitales portaient les mêmes noms que le cercle.
Après l'indépendance, la loi d'organisation territoriale du 31 décembre 1961 crée 31 circonscriptions . Les 16 cercles coloniaux ont continué d'exister et ont servi de niveau de division au-dessus de ces circonscriptions . Quatre cercles (Dogondoutchi, Filingué, N'Guigmi et Téra) n'avaient qu'une seule circonscription . La loi du 14 août 1964 réorganise alors le pays en sept départements, adoptant le système de dénomination de l'administration de second niveau française, contrairement au Mali voisin, qui a conservé les cercles et régions coloniaux.

## Collectivités territoriales
Les régions collectivités territoriales sont mises en place à la suite des élections régionales et municipales du 11 janvier 2011.
Elles ont notamment pour domaines de compétences :
- politique de développement
- création et gestion d'équipements collectifs
- création de services d'intérêt régional
- aménagement du territoire
- gestion administrative et financière

## Voir également
- Subdivisions du Niger
- Communes du Niger
- Géographie du Niger
- ISO 3166-2:NE pour les codes de région sous la norme ISO 3166-2 .
- Liste des codes de région FIPS (MO) pour les codes départementaux sous la norme FIPS 10-4 .